# Кашапов, Рафик Сяндзябетдинович
Рафик Санзябетдинович Кашапов (9 января 1957, Магнитогорск — 1 июля 2012, Санкт-Петербург) — советский и российский солист Ленинградского театра «Рок-опера», Заслуженный артист Российской Федерации (2005).

## Биография
Родился 9 января 1957 года в Магнитогорске.
Окончил факультет искусств по классу трубы Ленинградского государственного института культуры им. Н. К. Крупской.
В 1976—1978 гг. — солист джазового оркестра Иосифа Вайнштейна, в 1982—1983 гг. — солист рок-группы «Август». В 1983 году пробовался на роль вокалиста в группу «Форум» и даже успел дать с ней несколько концертов.
С 1986 г. служил в театре «Рок-опера». В 1995 году сотрудничал с петербургским ансамблем «Цыганский двор».
Скончался на 56-м году жизни 1 июля 2012 года в Санкт-Петербурге. Похоронен на кладбище посёлка Песочный (Санкт-Петербург).

## Творчество

### Роли в театре
театр «Рок-опера»
- 1988 «Монарх, блудница и монах» — монах Джироламо Савонарола
- 1991 «Джельсомино» — Калимеро
- 1992 «Степан Разин» — Степан Разин
- 2002 «Корабль дураков» — поэт Себастьян Брандт
- «Капитанская дочка» — Пугачёв
- «Юнона и Авось» — граф Резанов
- «Иисус Христос — суперзвезда» — Иуда
- «Орфей и Эвридика» — второй певец
- «Кентервильское привидение» — портрет сэра Джеймса Кентервиля
- «Безымянная звезда» — Григ
- «Сказка о мёртвой царевне и о семи богатырях» — Ветер
- «Гадкий утёнок, или Сказка о волшебных крыльях» — Горожанин
- «Синяя птица» — Алхимик

### Роли в кино
- 1998 — 1999 — Улицы разбитых фонарей 2 (8-я серия: «Шла Саша по шоссе») — Фарид, хозяин борделя (в титрах — «Рафик Кошапов»)
- 2003 — Агент национальной безопасности 4(9-я и 10-я серии «Тигры не знают страха») — Арми Карбаев, чеченский террорист
- 2005 — Есенин — цыганский барон (3 серия)
- 2007 — Морские дьяволы−2 (2-я серия: «Чувствуй себя как дома») — Усманхаджи
- 2008 — Мамочка, я киллера люблю — Джулут (10 серия)

### Дубляж[2]

#### Фильмы
- Звёздные войны. Эпизод I: Скрытая угроза — Уотто[3]
- Звёздные войны. Эпизод II: Атака клонов — Уотто[3]

#### Мультфильмы и мультсериалы
- Король Лев — Пумба (речь) (дубляж кинокомпании «Нева-1» по заказу компании «Disney Character Voices International», 2002 г.)
- Тимон и Пумба — Пумба, Васко Свин (1-40 серии) (дубляж кинокомпании «Нева-1» по заказу компании «Disney Character Voices International», 1998 г.)